# Monte Crostis
El Monte Crostis (Crostis en friulano) es una montaña de 2251 metros en los Alpes cárnicos, localizado en la región de Carnia, en la provincia de Udine (Italia). Desde su cima se puede ver una panorámica de todos los Alpes cárnicos.

## Ciclismo

### Giro de Italia
La ascensión al monte Crostis estaba incluida en el recorrido inicial del Giro de Italia 2011 pero finalmente debido a su peligrosidad, se canceló el paso por el Crostis previsto para la etapa 14.ª y se buscó una ruta alternativa. Algunos ciclistas ya habían advertido con anterioridad al comienzo del Giro de Italia de su peligrosidad.